# Liste der Biografien/Frieb
Liste der Biografien |
Portal Biografien |
Personensuche
# |
A |
B |
C |
D |
E |
F |
G |
H |
I |
J |
K |
L |
M |
N |
O |
P |
Q |
R |
S |
T |
U |
V |
W |
X |
Y |
Z |
?
 
Fa |
Fe |
Ff |
Fh |
Fi |
Fj |
Fk |
Fl |
Fm |
Fn |
Fo |
Fr |
Ft |
Fu |
Fy
 
Fra |
Frc |
Fre |
Frg |
Fri |
Frk |
Frl |
Fro |
Fru |
Fry
 
Fria |
Frib |
Fric |
Frid |
Frie |
Frig |
Frih |
Frii |
Frij |
Frik |
Fril |
Frim |
Frin |
Frio |
Frip |
Frir |
Fris |
Frit |
Friv |
Friz
 
Frieb |
Fried |
Frief |
Frieg |
Frieh |
Friel |
Friem |
Frien |
Frier |
Fries |
Friet |
Friew |
Friez
Die Liste der Biografien führt alle Personen auf, die in der deutschsprachigen Wikipedia einen Artikel haben. Dieses ist eine Teilliste mit 40 Einträgen von Personen, deren Namen mit den Buchstaben „Frieb“ beginnt.

## Frieb
- Frieb, Hermann (1909–1943), österreichischer Sozialdemokrat
- Frieb, Lina (1845–1876), deutsche Opernsängerin (Sopran)
- Frieb, Rainer (1949–2017), deutscher Schauspieler
- Frieb-Blumauer, Minona (1816–1886), deutsche Schauspielerin

### Friebe
- Friebe, Ferdinand (1894–1980), österreichischer Mittel- und Langstreckenläufer
- Friebe, Heinz (1902–1973), deutscher Elektroingenieur und Manager
- Friebe, Helmut (1894–1970), deutscher Offizier, zuletzt Generalleutnant im Zweiten Weltkrieg
- Friebe, Holm (* 1972), deutscher Journalist und Autor
- Friebe, Ingeborg (* 1931), deutsche Politikerin (SPD)
- Friebe, Jens (* 1975), deutscher Musiker und MusikjournalistJens Friebe (* 1975)

Jens Friebe (* 1975)

- Friebe, Melchior (1629–1690), deutscher Mediziner
- Friebe, Michael (* 1964), deutscher Ingenieur, Medizintechnik-Unternehmer und Business Angel
- Friebe, Moritz (1846–1937), deutscher Philologe und Gymnasiallehrer
- Friebe, Richard (* 1970), deutscher Evolutionsbiologe, Wissenschaftsjournalist und Sachbuchautor
- Friebe, Rudolf Friedrich Karl (1862–1945), deutscher Unternehmer und Abgeordneter des Provinziallandtages der Provinz Hessen-Nassau
- Friebe, Thomas (* 1968), deutscher Off-Sprecher, Synchronsprecher, Hörspielsprecher, Produzent, Coach, Journalist und Autor
- Friebe, Werner (1897–1962), deutscher Offizier, zuletzt Generalmajor im Zweiten Weltkrieg
- Friebe-Baron, Christine (* 1945), deutsche feministische evangelische Theologin und Autorin
- Friebeis, Hans von (1855–1923), österreichischer Beamter und Bürgermeister von Wien
- Friebel, Andreas, deutscher Sportjournalist, Hörfunk- und Fernsehmoderator
- Friebel, Gisela (1941–1995), deutsche Schriftstellerin
- Friebel, Harry (* 1943), deutscher Soziologe
- Friebel, Ingeborg (1925–1978), deutsche Kinderbuchillustratorin in der DDR
- Friebel, Otto (1920–1991), deutscher Schauspieler
- Friebel, Reta (1918–2014), deutsche Politikerin (SPD), Mitglied des Abgeordnetenhauses von Berlin
- Friebel, Tamara (* 1975), australische Klangkünstlerin, Komponistin und Performerin
- Friebel, Volker (* 1956), deutscher Psychologe, Schriftsteller und Musiker
- Frieben, Albert (* 1875), deutscher Arzt und Radiologe
- Frieberger, Eva (1892–1950), Modedesignerin, Kunsthandwerkerin und Textilkünstlerin
- Frieberger, Kurt (1883–1970), österreichischer Beamter, Schriftsteller und Dramatiker
- Frieberger, Padhi (1931–2016), österreichischer Maler, Objektkünstler, Fotokünstler, Jazzmusiker
- Frieberger, Rupert Gottfried (1951–2016), österreichischer katholischer Geistlicher, Musiker und Musikwissenschaftler
- Frieberth, Joseph (1724–1799), österreichischer Komponist
- Frieberth, Karl (1736–1816), österreichischer Sänger (Tenor), Librettist und Komponist
- Frieberth, Thomas (1731–1788), österreichischer Komponist
- Friebertshäuser, Barbara, deutsche Erziehungswissenschaftlerin
- Friebertshäuser, Hans (1929–2015), deutscher Germanist und Dialektologe
- Friebesz, Fanni (* 1998), ungarische Handball- und Beachhandballspielerin

### Friebo
- Frieboes, Walther (1880–1945), deutscher Dermatologe und Hochschullehrer
- Friebolin, Horst (* 1933), deutscher Chemiker Professor und Pionier der NMR-Spektroskopie